# Pistolet modèle An IX
Pistolet modèle An IX (пистолет образца 9-го года) — французский кавалерийский кремнёвый пистолет эпохи Наполеоновских войн; (9-год — 1801-й по республиканскому календарю).
Попытки преодоления хаоса в снабжении и производстве, вызванных революцией уже в период консулата привели к необходимости создания новых типов оружия.
Однако, что касается пистолетов, речь шла скорее о возвращении к конструкциям более простым и требующим меньше дефицитных материалов, нежели последний из принятых при старом режиме «образец 1777 года», поэтому на первых порах оружейникам пришлось вернуться к выпуску «пистолета обр. 1763/66 г.».
После выработки в 1801 году требований к новому оружию, в 1802 году началось производство образца, получившего название «An IX». Французская промышленность того периода не могла выпускать его в достаточных количествах, поэтому лишь кирасиры и карабинеры получали обычную для кавалерии пару пистолетов; также некоторая часть их выпуска поставлялась на флот.
По причине необходимости использования пистолета в столь различных родах войск со своей особой спецификой его применения, к 1806 году был разработан вобравший в себя черты как морского, так и сухопутного оружия, An XIII; некоторое время эти два типа использовались параллельно, затем большинство экземпляров An IX было доработаны до стандарта An XIII.